# Municipalità regionale della contea di Le Haut-Richelieu
La municipalità regionale della contea di Le Haut-Richelieu è una municipalità regionale di contea del Canada, localizzata nella provincia del Québec, nella regione di Montérégie.
Il suo capoluogo è Saint-Jean-sur-Richelieu.

## Suddivisioni
City e Town
- Saint-Jean-sur-Richelieu

Municipalità
- Henryville
- Lacolle
- Mont-Saint-Grégoire
- Noyan
- Saint-Alexandre
- Saint-Blaise-sur-Richelieu
- Saint-Georges-de-Clarenceville
- Saint-Paul-de-l'Île-aux-Noix
- Saint-Sébastien
- Saint-Valentin
- Sainte-Brigide-d'Iberville
- Venise-en-Québec

Parrocchie
- Sainte-Anne-de-Sabrevois